# 馬文義
馬 文義（ば ぶんぎ、Mǎ Wényì、生年不詳 - 1871年）は、回民蜂起の指導者の一人。ムスリム名はハサン。

## 生涯
甘粛省河州出身。若いころ西寧府パエンロンゴ（巴燕戎格）に移住しアホンとなった。当時漢人と回民との対立が高まっていた。馬文義は1860年に循化で回民とサラール族を率いて蜂起し、西寧などを占領した。1862年、碾伯で漢人の団練と回民の衝突により正式に反清蜂起を起こし、民和・湟源・大通と支配領域を広げていった。1869年には霊州金積堡での馬化龍率いる回民軍と清軍との戦いに騎兵を率いて応援し、清軍を破った。1871年、病死。死後、馬桂源・馬本源兄弟が闘争を継続した。